# جاده‌های سبز شمالی
جاده‌های سبز شمالی یک مجموعه تلویزیونی محصول سال ۱۳۷۹–۱۳۸۰ به کارگردانی عباس رافعی، نویسندگی جابر قاسمعلی و تهیه‌کنندگی اصغر زائری می‌باشد که از شبکه پخش شد. این مجموعه در ۱۸ قسمت ۵۰ دقیقه‌ای تهیه شد.
این مجموعه دربارهٔ مادری است که پنج فرزند دارد و نزد یکی از آنها در شمال کشور زندگی می‌کند، اما روزی مادر مفقود می‌شود و به همین دلیل اتفاقات متعددی رخ می‌دهد.

## بازیگران
- مینا نوروزی
- بیژن امکانیان
- آزاده خورشیددوست
- ترگل قمی
- حبیب اسماعیلی
- حسین افشار
- حسین خانی‌بیک
- حسین کسری
- حمید لولایی
- شمسی فضل‌الهی
- علی طالب‌لو
- فرج‌الله گل سفیدی
- فرخ‌لقا هوشمند
- فریبا حیدری
- فرید کلهر
- فریده دریامج
- کامبیز کاشفی
- محمدعلی خادم‌الحسینی
- محمود مقامی
- معصومه اسکندری
- معصومه زینتی
- مهناز افضلی